# ルートヴィヒ2世 (テューリンゲン方伯)

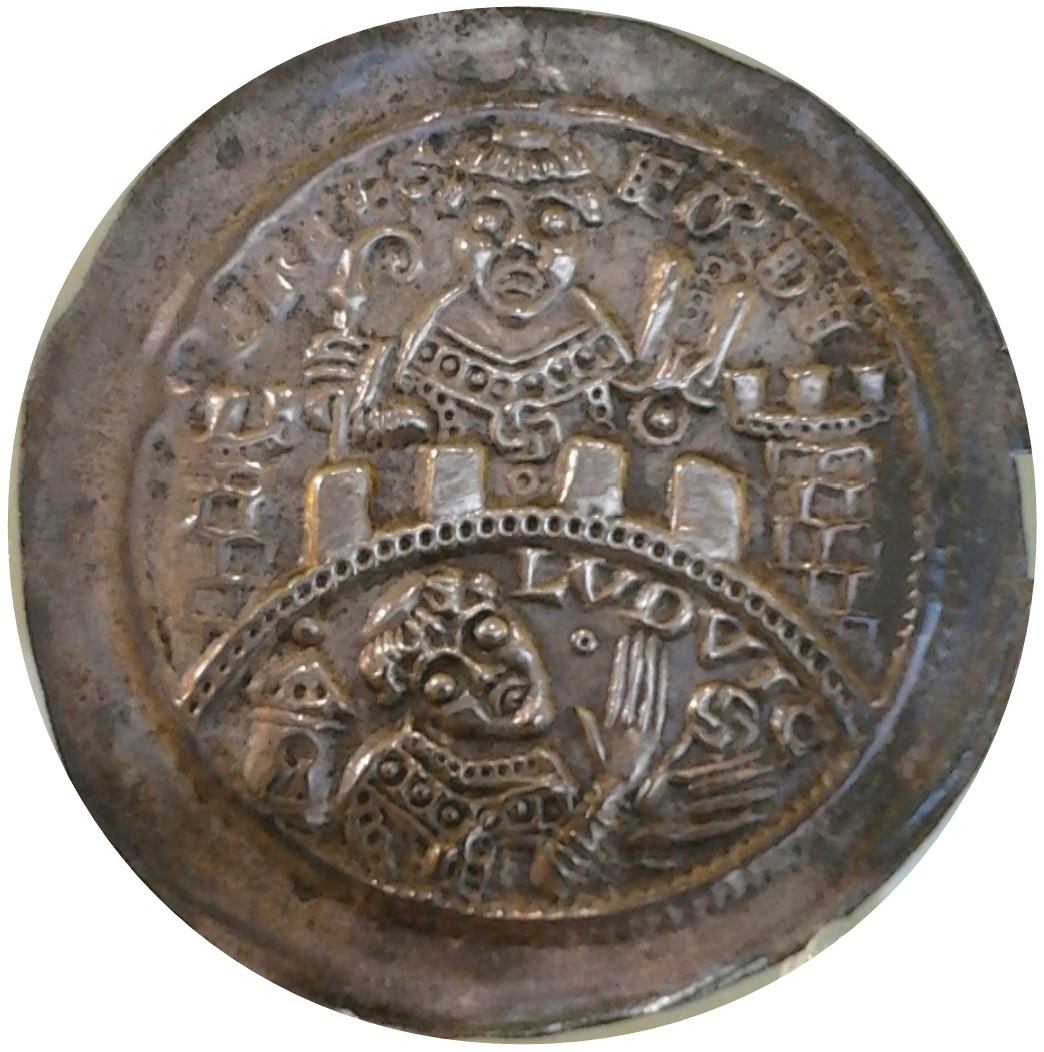
ルートヴィヒ2世のブラクテアート（金のメダル）（ワルシャワ国立美術館蔵）

ルートヴィヒ2世（ドイツ語：Ludwig II., 1128年 - 1172年10月14日）は、テューリンゲン方伯（在位：1140年 - 1172年）。鉄伯（der Eiserne）と呼ばれた。

## 生涯
ルートヴィヒ2世は、1131年に初代テューリンゲン方伯となったルートヴィヒ1世とその妃ヘートヴィヒ・フォン・グーデンスベルクの息子として1128年に生まれた。1140年に父ルートヴィヒ1世が亡くなると、ローマ王コンラート3世は12歳のルートヴィヒ2世にテューリンゲン方伯領を委ねた。父ルートヴィヒ1世が1138年のコンラート3世の国王選挙を支持していたため、ルードヴィング家とホーエンシュタウフェン家の関係は良好であった。その関係は非常に良かったため、ルートヴィヒ2世はコンラート3世の1歳半の姪でコンラート3世の継承者フリードリヒ1世の異母妹ユッタとの結婚が取り決められた。コンラートが亡くなるまでルートヴィヒ2世は宮廷に留まり、マインツ大司教とメルゼブルク司教から教育を受けた。ルートヴィヒ2世は1150年にユッタと結婚し、その1年後に息子で継承者であるルートヴィヒ3世が誕生した。
ルートヴィヒ2世の治世中、テューリンゲンの民は貴族から頻繁にいじめや嫌がらせを受けていた。ルートヴィヒ2世はこれらの慣行に対し介入を始め、「鉄伯」というあだ名が付けられた。1421年にヨハネス・ローテが記した伝説によると、ルートヴィヒ2世は本名を隠して旅行していたある夜、ルーラの鍛冶屋に宿を求めた。鍛冶屋は鍛冶場で鉄を鍛えながら、民衆の窮状について不平を言い、貴族たちを罵り、領主が貴族らに対し寛大であることを嘆き、あたかも方伯自身であるかのように鉄に話しかけた。「Landgraf, werde hart!（方伯よ、しっかりしろ！）」と。これらの言葉がルートヴィヒ2世を駆り立て、強盗貴族に対し行動を起こすこととなった、という。伝説によると、犯罪者たちは逮捕された後、鋤に繋がれ、畑を耕すことを強制されたという。
ルートヴィヒ2世はその治世において、1152年にローマ王となり1155年に皇帝に戴冠した義兄フリードリヒ1世バルバロッサと同盟を結んだ。2人はヴェルフ家のハインリヒ獅子公やマインツ大司教（エアフルトを統治していた）と対立し、共に戦った。
ヴァルトブルク城はルートヴィヒ2世の治世中にさらに拡張され、宮殿は現在の形に建設された。放射性炭素年代測定により、屋根の梁に使われた樫の木が1157年に伐採されたことがわかっている。1168年にヴァイセンゼーにルンネブルク城を建設した。
1172年、皇帝フリードリヒ1世とルートヴィヒ2世はポーランドへの遠征を開始した。ルートヴィヒ2世は帰還後に病気になり、1172年10月14日に死去した。他のテューリンゲン方伯と同様に、ラインハルツブルン修道院に埋葬された。修道院が取り壊されたとき、一族の墓石はアイゼナハの聖ゲオルク教会に移された。

## 結婚と子女
1140年にシュヴァーベン大公フリードリヒ2世の娘で皇帝フリードリヒ1世の異母妹ユッタと結婚した。2人の間には以下の子女が生まれた。
- ルートヴィヒ3世（1151/2年 - 1190年） - テューリンゲン方伯
- ハインリヒ・ラスペ3世（1155年頃 - 1180年） - グーデンスベルク伯
- フリードリヒ（1155年頃 - 1229年） - ツィーゲンハイン伯
- ヘルマン1世（1155年頃 - 1217年） - テューリンゲン方伯
- ユッタ - ラーヴェンスベルク伯ヘルマン2世と結婚
- ゾフィー - ザクセン公ベルンハルト3世と結婚
- マティルデ - ヴェーベン伯ディートリヒ（ブランデンブルク辺境伯アルブレヒト1世の息子）と結婚